# Planodema unicolor
Planodema unicolor là một loài bọ cánh cứng trong họ Cerambycidae.